# Patricia Calderón
Patricia González Calderón (n. Ciudad de Buenos Aires, 1956) es una actriz retirada argentina. Seleccionada en un concurso junto a Julio Chávez y Cecilia Roth, protagonizó No toquen a la nena, una exitosa película de 1976 dirigida por Juan José Jusid donde demostró condiciones de actriz y una gran fotogenia. El filme fue estrenado en agosto de aquel año, a poco de iniciarse el Proceso de Reorganización Nacional. Calderón contrajo matrimonio con una persona vinculada al medio publicitario y abandonó su incipiente carrera artística.

## Filmografía
- No toquen a la nena (1976)